# Asinduma
Asinduma is een geslacht van vlinders van de familie visstaartjes (Nolidae), uit de onderfamilie Chloephorinae.

## Soorten
- A. elaeota Hampson, 1912
- A. exscripta Walker, 1863
- A. olivana Swinhoe, 1896